# Colt's Manufacturing Company
A Colt's Manufacturing Company, LLC (CMC, anteriormente Colt's Patent Firearms Manufacturing Company), é uma fabricante norte-americana de armas de fogo, fundada em 1855 por Samuel Colt. É a corporação sucessora aos esforços anteriores de Colt de fabricar armas de fogo comercialmente, que teve início em 1836.

## Visão geral

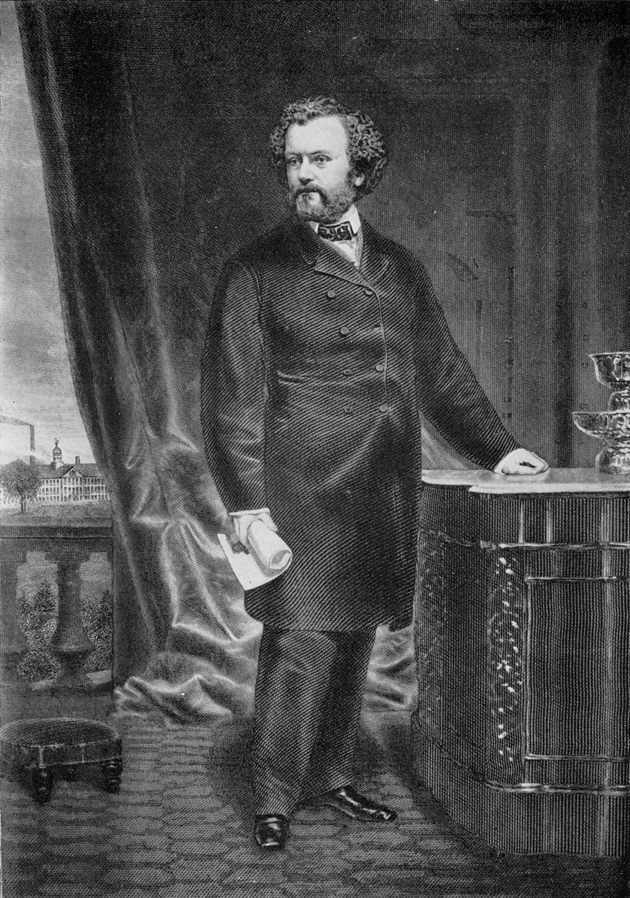
Retrato do Col. Samuel Colt, gravura de George Catlin baseada em pintura de Charles Loring Elliott (Wadsworth Atheneum), Hartford.

A Colt é muito conhecida pela engenharia, produção, e marketing de armas de fogo, mais especialmente entre a década de 1850 e a Primeira Guerra Mundial, quando era dominante na indústria e uma influência na introdução de novas tecnologias. Os primeiros projetos de Colt desempenharam um papel importante na popularização do revólver e no afastamento das pistolas de rústicas anteriores. Embora Samuel Colt não tenha inventado o conceito do revólver, seus projetos resultaram nos primeiros e muito bem sucedidos modelos desse tipo de arma. Muitos modelos civis e militares utilizados nos Estados Unidos e em muitos outros países são fabricados pela Colt.
Os produtos mais famosos da Colt incluem o Colt Walker, fabricado em 1847 nas instalações de Eli Whitney Jr., o Colt Single Action Army ou "Peacemaker", o Colt Python e a pistola Colt M1911, atualmente a arma mais antiga em serviço militar e policial no mundo e é usada ainda hoje. Embora não o tenha desenvolvido, por um longo tempo a Colt também foi uma das principais responsáveis por toda produção dos rifles AR-15 e M16, bem como muitos derivados desses. Entre os mais bem sucedidos e famosos estão numerosas carabinas M16, incluindo a família Colt Commando, e a carabina M4.
Em 2002, a Colt Defense separou-se da  Colt's Manufacturing Company. A Colt's Manufacturing Company atualmente atende apenas o mercado civil, enquanto a Colt Defense serve mundialmente o mercado militar, policial e de segurança privada. As duas empresas permaneceram no mesmo local no West Hartford, no estado de Connecticut, com o licenciamento cruzado de certas mercadorias antes de se reunirem em 2013. Após a perda de seu contrato M4 em 2013, Colt esteve brevemente no Capítulo 11 da lei de Falência, a partir de 2015 e a ressurgir em janeiro de 2016. Atualmente, a empresa pertence à Cannae Holdings Inc.

## História

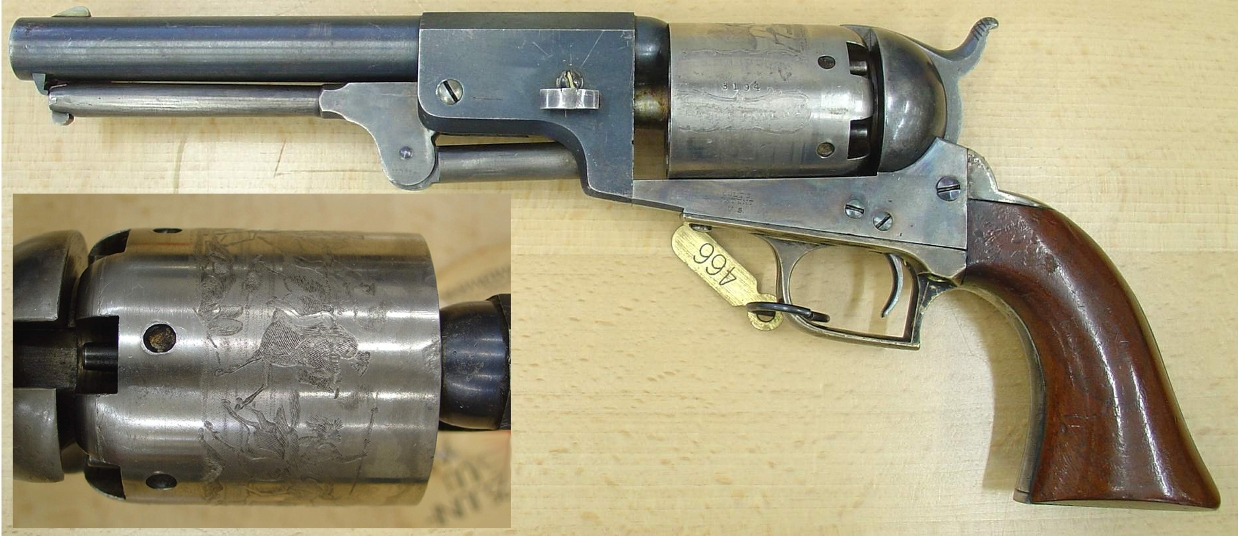
Um "Colt Model of 1848 Holster Pistol"
ou "First Model Dragoon".

### Século XIX

#### 1830–1850
Samuel Colt recebeu uma patente britânica em seu projeto melhorado para um revólver em 1835, e duas patentes americanas em 1836, uma em 25 de fevereiro (depois numerado U.S. Patent 9430X) e outro em 29 de agosto (U.S. Patent 1 304). Nesse mesmo ano, fundou sua primeira corporação para a sua fabricação, o Patent Arms Manufacturing Company of Paterson, New Jersey, Colt's Patent.
A primeira arma fabricada na nova fábrica de Paterson, no entanto, foi a Colt First Model Ring Lever rifle começando em 1837. O seu foi seguido pouco depois, no final de 1837, pela introdução do Colt Paterson. Esta corporação sofreu problemas de qualidade na produção. Fazer armas de fogo com peças intercambiáveis ainda era bastante novo (tinha atingido a viabilidade comercial apenas uma década antes), e ainda não era fácil de replicar em diferentes fábricas. A permutabilidade não estava completa nos trabalhos de Paterson, e as técnicas tradicionais do "gunsmithing" não preencheram inteiramente a abertura. O revólver Colt Paterson encontrou sucesso e falha irregulares; Alguns funcionaram bem, enquanto outros tiveram problemas. O Corpo de Fuzileiros Navais dos Estados Unidos e Exército dos Estados Unidos relataram problemas de qualidade com estes revólveres Colt mais antigos. Produção tinha terminado na corporação de New Jersey em 1842.
Colt fez outra tentativa de produção de revólver em 1846 e submeteu um protótipo ao governo dos EUA. Durante o Guerra Mexicano-Americana (1846–1848), este protótipo foi visto pelo Capitão Samuel Hamilton Walker que fez algumas sugestões para Colt sobre como fazê-lo em um  maior. Não tendo fábrica ou maquinaria para produzir as pistolas, Samuel Colt colaborou com o Whitney arsenal de Whitneyville, Connecticut. Este arsenal era dirigido pela família de Eli Whitney. Eli Whitney Jr (nascido em 1820), o filho do patriarca desenvolvedor do descaroçador de algodão, era o chefe do arsenal da família e um fabricante de armas bem-sucedido e inovador da época. Colt usou uma combinação de alugueis das instalações da empresa Whitney e partes de subcontratação para a empresa para continuar sua busca de fabricação do revólver.
Os revólveres novos do Colt se encontraram favorecidos com voluntários do Texas (os progenitores da mais tarde Texas Rangers grupo de cavalaria), e eles colocaram uma ordem para 1.000 revólveres que ficou conhecido como o Colt Walker, assegurando a continuidade do Colt na fabricação de revólveres. Em 1848, Colt pôde começar outra vez com um negócio novo dele mesmo, e 1855, transformou-o em uma corporação sob o nome de Colt's Patent Fire Arms Manufacturing Company em Hartford, Connecticut.

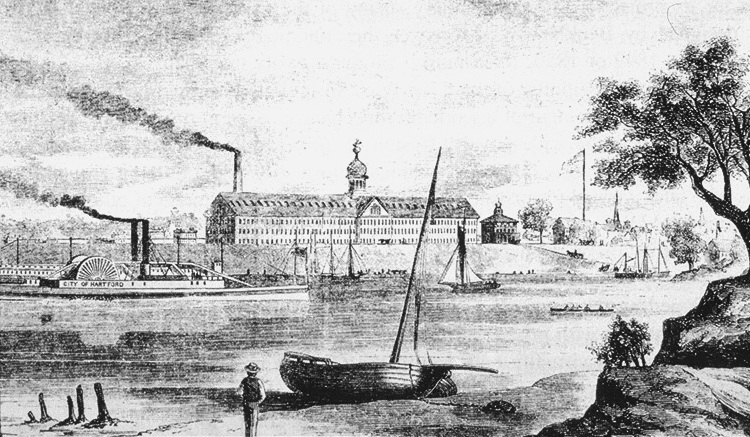
Colt's Armory em uma gravura de 1857 vista do leste

Colt comprou uma grande área de terra ao lado do Connecticut River, onde construiu sua primeira fábrica em 1848, uma fábrica maior chamada Colt Armory em 1855, uma mansão que ele chamou Armsmear em 1856, e um funcionário para a habitação. Ele estabeleceu dez horas por dia para os funcionários, instalou estações de lavagem na fábrica, mandou uma pausa para almoço de uma(1) hora e construiu o Charter Oak Hall, um clube onde os funcionários poderiam desfrutar de jogos, jornais e salas de discussão. Colt dirigia sua planta com uma disciplina militar, ele demitia os trabalhadores por atrasos, trabalho insuficiente ou até mesmo sugerindo melhorias em seus projetos.
Em uma tentativa de atrair trabalhadores alemães qualificados para sua fábrica, Colt construiu uma aldeia perto da fábrica, longe dos cortiços que ele chamou de Coltsville e modelou as casas depois de uma aldeia em Pottsdam. Em um esforço para conter as inundações do rio ele plantou um tipo de salgueiros alemães em um dique de 2 milhas (3,21 km) de comprimento. Ele posteriormente construiu uma fábrica para fabricar móveis de vime feitos a partir dessas árvores.
A década de 1850 foi uma década de sucesso fenomenal para a nova corporação Colt. Colt foi a primeira a comercializar amplamente o uso total de peças intercambiáveis em todo o produto. Era um líder na prática da linha de montagem. Foi um grande inovador e campo de treinamento em tecnologia de fabricação nesta década (e vários depois).  Pouco depois de estabelecer sua fábrica de Hartford, Colt estabeleceu para estabelecer uma fábrica na Europa e escolheu Londres, Inglaterra. Organizou uma exposição grande de suas armas de fogo na grande exposição de 1851 em Hyde Park, Londres e se agradeceu apresentando revólver gravado encaixotado Colt aos oficiais apropriados como o Mestre Geral da Ordem. Em uma exposição Colt desmontou dez armas e reuniu dez armas usando partes diferentes de armas diferentes. Como o principal proponente mundial de técnicas de produção em massa, Colt passou a dar uma palestra sobre o assunto para o Instituto de Engenheiros Civis em Londres. A associação recompensou seus esforços concedendo-lhe a Medalha de Ouro de Telford.
Presença da Colt no mercado britânico causou anos de austeridade e ações judiciais entre os fabricantes de armas britânicos, que duvidaram da validade da patente britânica da Colt e da conveniência do sistema americano de fabricação. Demorou muitos anos e uma comissão do governo do Reino Unido tratou antes de se tornar universalmente aceito que tal fabricante era possível e econômico. Colt abriu sua planta de Londres no rio Tamisa em Pimlico e começou a produção em 1 de janeiro de1853. Muitos ingleses viram a avançada máquina de vapor da Colt como prova da posição crescente da América como líder na produção industrial moderna. Em uma excursão da fábrica, Charles Dickens ficou tão impressionado com as instalações que ele registrou seus comentários favoráveis dos revólveres de Colt em uma edição de 1854 de Household Words. Mais significativo é que as máquinas da fábrica Colt produzem peças intercambiáveis em massa, que podem ser montadas de forma fácil e barata em linhas de montagem, utilizando padrões e medidores padronizados por mão de obra não qualificada em oposição aos melhores fabricantes de armas da Inglaterra.
Em 1854, o Almirantado Britânico ordenou 4.000 revólveres do Modelo Colt da Marinha. Em 1855 o exército britânico colocou uma ordem para 5.000 destes revólveres para a edição do exército. Apesar de uma ordem seguinte no final do ano por mais 9.000 revólveres, Colt não conseguiu convencer os britânicos a adotar seu revólver como a arma de ataque para o exército. Colt começou a perceber que as vendas britânicas estavam falhando para atender às suas expectativas. Incapaz de justificar as despesas da fábrica de Londres, Colt fechou a fábrica de Londres em 1856. Durante os meses seguintes, seus trabalhadores criaram e despacharam a maquinaria e desmontaram armas de fogo para a América.
Embora os EUA não estivessem diretamente envolvidos na Guerra da Crimeia (1854-1856), as armas de Colt foram usadas por ambos os lados. Em 1855, Colt revelou novos arsenais de última geração nas fábricas de Hartford e Londres abastecidos com as mais recentes máquinas-ferramentas (algumas das quais eram da concepção da Colt), muitas construídas por Francis A. Pratt e Amos Whitney, que Original Pratt & Whitney empresa de construção de ferramentas alguns anos mais tarde. Por exemplo, o moleiro de Lincoln estreou para a indústria nestes armários.
Colt tinha criado bibliotecas e programas educacionais dentro das plantas para seus empregados. Arsenais da Colt em Hartford foram campos de treinamento seminal para várias gerações de fabricantes de ferramentas e outros maquinistas, que tiveram grande influência em outros esforços de fabricação do próximo meio século. Exemplos proeminentes incluídos F. Pratt and A. Whitney (como acima mencionado); Henry Leland (que iria acabar em Cadillac e Lincoln); Edward Bullard Sr da firma Bullard; e, por meio da Pratt & Whitney, Worcester R. Warner e Ambrose Swasey (da Warner & Swasey).
Em 1852, um empregado da Colt, Rollin White, surgiu com a ideia de ter o cilindro do revólver entediado para aceitar cartuchos metálicos. Ele levou essa ideia para Colt, que a rejeitou categoricamente e acabou demitindo White dentro de alguns anos. Historiador do Colt, RL Wilson descreveu este como o erro principal da vida profissional do Sam Colt. Rollin White deixou o Colt em dezembro de 1854 e registrou uma patente em 3 de abril de 1855 em Hartford, Connecticut, como patente número 12.648: Melhoria na repetição de armas de fogo. Em 17 de novembro de 1856, White assinou um acordo com Smith & Wesson para uso exclusivo de sua patente. O contrato estipulava que White seria pago com 25 centavos por cada revólver, mas que era até ele para defender sua patente contra a infração em oposição a Smith & Wesson.
Durante as décadas de 1850 e 1860, Rollin White estava permanentemente tentando manter o controle sobre sua patente no sistema de carregamento de culatras, trazendo uma ação judicial para qualquer arma fabricada com uma culatra. Ele ainda obteve um adiantamento contra royalties por usar sua patente da Smith & Wesson, uma empresa que não só introduziu seu primeiro revólver em 1857 (Smith & Wesson Model 1, um carregador traseiro) mas também começou, a partir de 1858, a converter percussores de armas cap & ball  em carregadores traseiros, mesmo com anteriormente Colt fabricou revólveres. Mas a própria empresa do Colt foi impedida por leis americanas de infringir a patente Rollin White e ao longo dos anos 1850 e 1860 continuou a fabricação de armas de percussão. Em 1860 produziu um modelo novo do revólver para o Exército do Estados Unidos. Este modelo 1860 do exército da Colta pareceu apenas a tempo para a guerra civil americana.

#### 1860–1865: Guerra Civil Americana

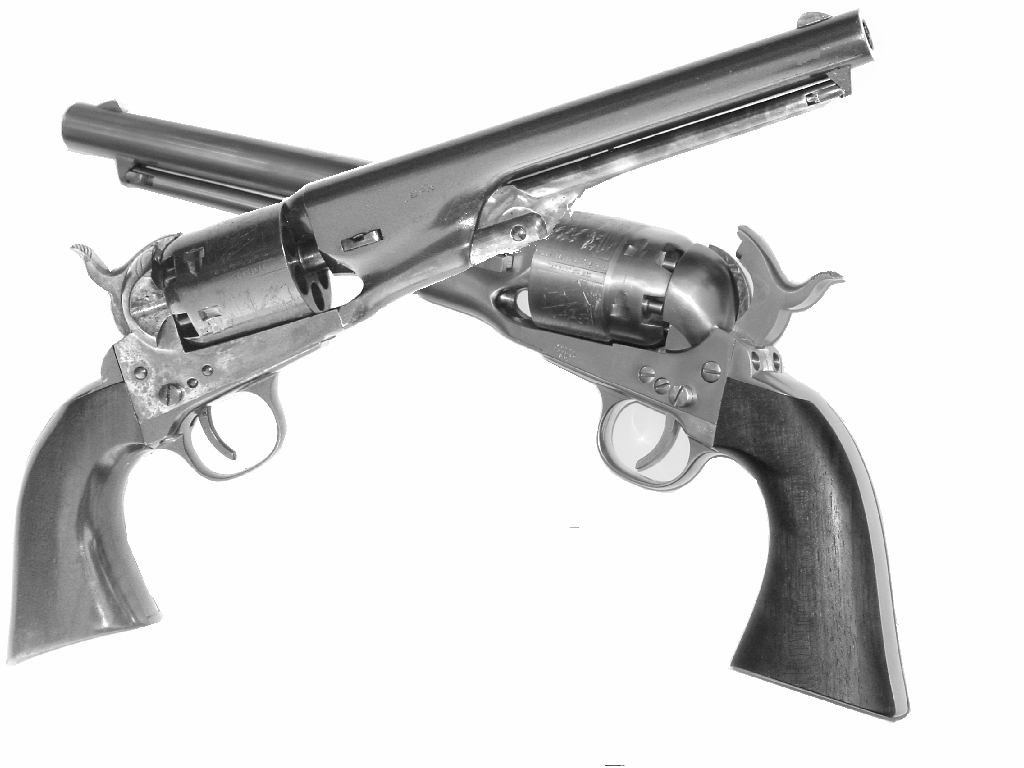
Colt Navy (topo) e modelos do exército de 1861 e 1860

A Guerra Civil Americana foi uma bênção para os fabricantes de armas de fogo, como Colt, e a empresa prosperou durante o conflito. Sam Colt tinha cuidadosamente desenvolvido contatos dentro do departamento de munições assinando o primeiro contrato do governo para 25.000 rifles.Colt's Factory foi descrita como "um palácio industrial coberto por uma cúpula azul" e alimentado por um motor a vapor de 250 cavalos de potência. Durante a Guerra Civil Americana Colt tinha 1.500 funcionários que produziram 150.000 mosquetes e pistolas por ano. Em 1861 e 1863 a empresa vendeu 107.000 do Exército Colt Modelo 1860, sozinho, com produção atingindo 200.500 até o final da guerra em 1865.
Durante a guerra, Colt ainda era impedido pelas leis americanas de infringir a patente de Rollin White. No entanto, a guerra fez uma enorme fortuna para a empresa, permitindo que Sam Colt se tornar o primeiro magnata da América, mas ele não viveu para ver o fim. Ele morreu de febre reumática em 10 de janeiro de 1862, e seu amigo e engenheiro de armas de fogo, Elisha K. Root, assumiu como presidente da empresa Colt. Em 4 de fevereiro de 1864 um incêndio destruiu a maior parte da fábrica, incluindo armas, máquinas, planos e registros de fábrica. Em 1 de setembro de 1865, Root morreu deixando a companhia nas mãos do cunhado de Samuel Colt, Richard Jarvis. O vice-presidente da empresa foi William B. Franklin, que recentemente deixou o Exército no final da Guerra Civil. Com a Guerra Civil e sem novos contratos militares, a Colt's Manufacturing teve que demitir mais de 800 funcionários.
A empresa encontrou-se em uma situação precária, as patentes de revólver original tinha expirado e outras empresas poderiam produzir cópias de seus projetos. Além disso, os revólveres de cartuchos metálicos foram ganhando popularidade, mas Colt não poderia produzir qualquer por causa da Rollin White patente detida por rival, Smith & Wesson. Likewise, Colt tinha sido tão protetor de suas próprias patentes que outras empresas foram incapazes de fazer revólveres semelhantes ao seu design. Quando a patente de Rollin White estava perto de expirar, Colt moveu-se para desenvolver um revólver de cartucho metálico.

#### 1865–1880: Pós-Guerra civil
Primeiro esforço do Colt para um revólver de cartucho metálico foi por conversão de revólveres de percussão existentes. A primeira dessas conversões foi patenteada em 15 de setembro de 1868 pelo engenheiro Colt, F. Alexander Thuer como número de patente 82258. A conversão do Thuer foi feita por moagem fora da retaguarda do receptor e substituindo-o com uma placa de culatra contendo seis pinos de disparo internos. Os cartuchos foram carregados através das bocas das câmaras. Colt fez 5000 destes, mas eles não foram bem aceitos. Colt descobriu que o mecanismo era tão complexo que incluía um cilindro de percussão sobressalente com cada revólver.
Colt encomendou seu superintendente de engenharia, Charles Richards, para chegar a uma solução. A conversão de Richards foi realizada no Colt 1860 Army revólver. O calibre foi .44 Colt e a alavanca de carga foi substituída por uma haste ejetora. Esta conversão adicionou uma placa de culatra com um pino de fogo e uma vista traseira montada na placa de culatra. Cartuchos foram carregados no cilindro um de cada vez através de uma porta de carregamento. Colt fabricou 9000 desses revólveres entre 1873 e 1878. Em 1873, Colt realizou a mesma conversão sobre os revólveres M1851 e M1861 para a Marinha dos EUA em .38 rimfire.  Outro dos engenheiros da Colt, William Mason, melhorou esta conversão colocando a mira traseira no martelo e, junto com Richards, foi concedido patentes em 1871 para converter revólveres de percussão em revólveres de cartucho metálico de carga traseira. Esses revólveres convertidos são identificados como a "conversão Richards-Mason". Havia aproximadamente 2100 conversões Richards-Mason M1860 Army feitas de 1877 a 1878 em um número de série de 5800 a 7900.
Em Novembro 1865, Franklin tinha tentado comprar uma licença para a patente Rollin White do concorrente Smith & Wesson. White e Smith & Wesson não levariam menos de US $ 1,1 milhão, mas os diretores de Franklin e Colt decidiram que era um investimento muito grande em uma patente que expiraria em 1868. Enquanto isso, Colt voltou sua atenção para a fabricação de produtos que não sejam armas de fogo, como relógios, máquinas de costura, máquinas de escrever e bicicletas. Em 1868 Rollin White solicitou uma extensão à sua patente, mas o pedido foi rejeitado. Ele então se virou para o Congresso, o pedido foi novamente rejeitado, desta vez pelo Senado e por iniciativa do Presidente Ulysses Grant, em Janeiro de 1870. Isso levou a patente a expirar, permitindo que os concorrentes a desenvolver suas próprias armas de carga e cartuchos metálicos. Em seguida, no mesmo ano de 1870, Colt comprou a National Arms Company, uma empresa no Brooklyn, New York conhecida pela fabricação de Derringer (pistolas de bolso ou pocket) e por contornar o Rollin White. Patente utilizando um cartucho exclusivo. Colt continuou a produzir a .41 Short  derringer após a aquisição, como um esforço para ajudar a invadir o mercado de armas de cartucho metálico, mas também introduziu o seu próprio três Colt Modelos Derringer , todos eles também com câmara em um .41 rimfire cartucho único. O último modelo a ser produzido, o terceiro Colt Derringer, não foi descartado até 1912. As primeiras armas de carga mecânica de cartuchos metálicos vendidas pela Colt foram aquelas Derringers, em 1870, que foram anteriormente concebidas pela National Arms Company, mas a Colt também começou a desenvolver suas próprias armas e cartuchos de carga traseira.

Em 1871, Colt's introduziu seus primeiros modelos de revólver usando cartuchos metálicos traseiros: o calibre .41 Colt House Revolver (também conhecido como o Cloverleaf para sua configuração de cilindro de quatro redondas) e o Colt Open Top Pocket Model Revolver .22 cal. Mas Colt queria uma pistola mais poderosa e prática carregada com cartuchos metálicos, de modo que a empresa apresentou William Mason, que em 1871 começou a trabalhar no primeiro revólver de cartucho metálico calibre .44 da Colt: o Colt Model 1871-72 Open Top. A empresa registrou duas patentes para o Open Top, uma em 1871, a outra em 1872, as mesmas patentes mencionadas nas Colt Single Action Army revolvers, um modelo lendário e de longa produção, melhorado e baseado no Open Top. A produção do Open Top começou em 1872 e parou em 1873 quando o modelo do Single Action Army começou a ser entregue ao Exército dos EUA. Mas o Open Top já era um projeto completamente novo. As peças, por exemplo, não iria trocar com as pistolas de percussão mais antigas. Mason moveu a visão traseira para a parte traseira do barril em oposição ao martelo ou o breechblock (bloco de culatra) dos esforços anteriores. O calibre foi .44 rimfire E foi submetido ao Exército dos Estados Unidos para testes em 1872. O exército rejeitou a pistola e pediu um calibre mais poderoso com uma armação mais forte. Mason redesenhou o quadro para incorporar um "topstrap", semelhante aos revólveres Remington, e colocou a mira traseira na parte traseira do quadro; ele consultou Richards sobre algumas outras melhorias. O primeiro protótipo da nova arma ainda estava em câmara em .44 rimfire, mas o primeiro modelo estava no mais novo calibre conhecido como o .45 Colt. 

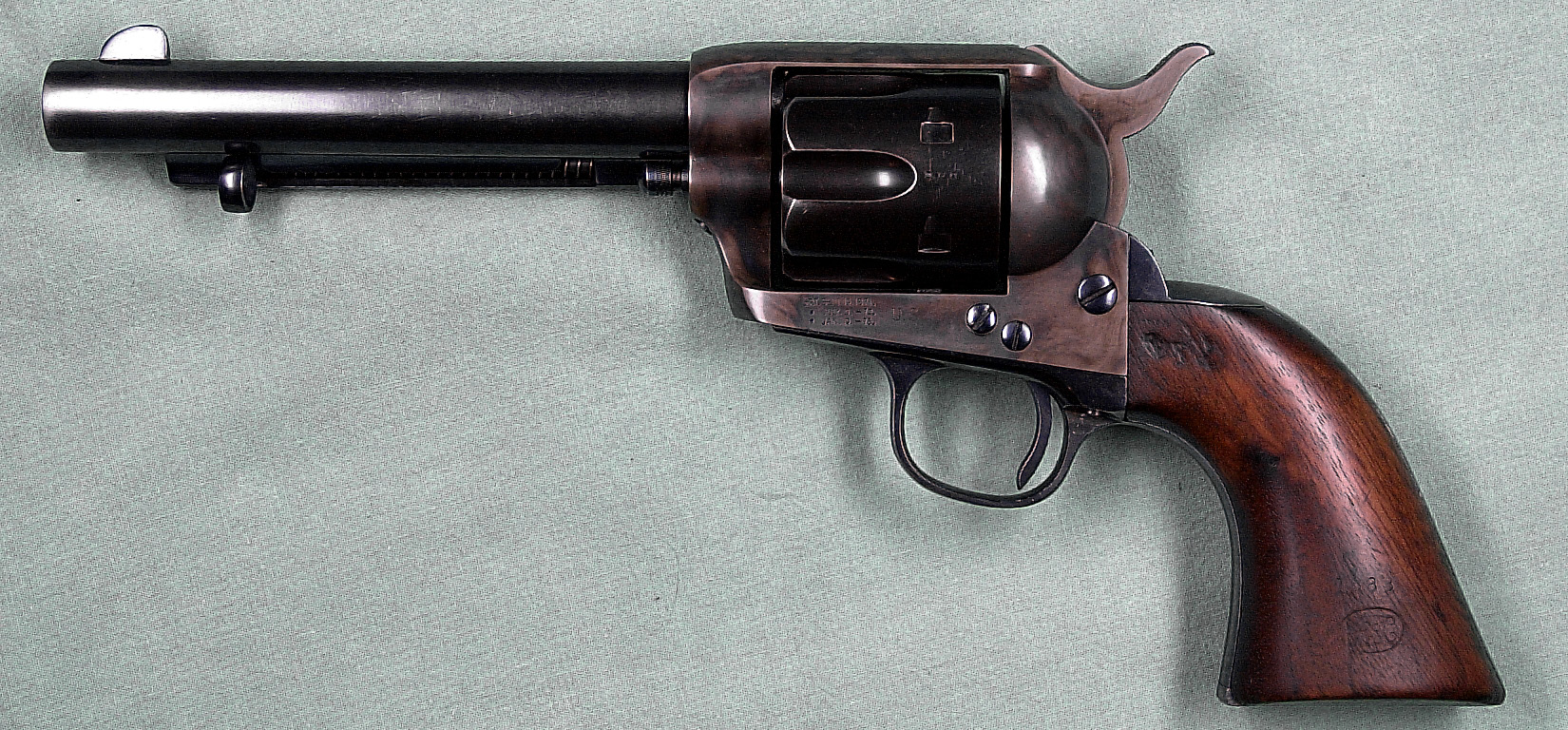
Colt Single Action Army, Modelo de Artilharia dos EUA

O revólver foi escolhido pelo Exército em 1872, com a primeira ordem, para 8000 revólveres, embarcando no verão de 1873: The Colt Single Action Army ou "Peacemaker", também conhecido como o Colt Modelo 1873, nasceu. Este revólver foi uma das armas de fogo mais Oeste americano durante o final do século XIX e Colt ainda o produz, em seis calibres diferentes, dois acabamentos e três comprimentos de barril.

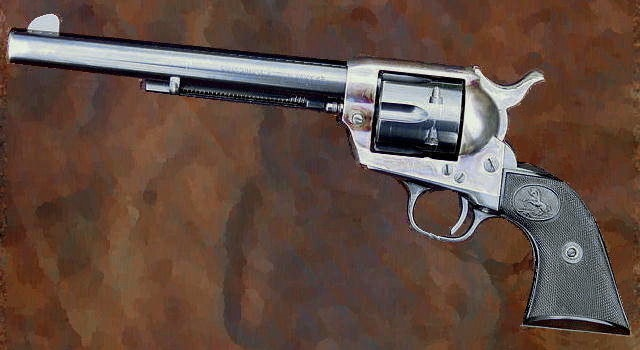
2ª Geração Colt Single Action Army

No novo mercado de revólveres pocket de carregamento traseiro de cartuchos metálicos, a Colt não só introduziu seus três modelos Derringer (A partir de 1870) ou o Colt House e o Open Top Pocket (os dois últimos a partir de 1871) mas introduziu também em 1873 um projeto subsequente chamado "New Line" modelos de revólver, baseado nas patentes de William Mason.
Depois do sucesso do Colt Single Action Army e da conversão de Colt de revólveres de percussão para conversões Richards-Mason, Mason passou a projetar o primeiro Colt Double-action revolver, o Colt M1877.  Seguindo isto, ele mais uma vez se juntou com Richards para produzir uma versão de maior formato, o Colt M1878 Frontier. Era a primeira armação de Colt, double-action revolver. Combinou o front end do revólver Single Action Army  com a double-action, mecanismo 6-shot frame . Estava disponível comercialmente em numerosos calibres.
As décadas de 1870 e 1880 proporcionaram oportunidades de vendas à empresa Colt através da expansão da sociedade europeia-americana cada vez mais para o oeste em todo o continente, e a demanda por armas de fogo que ela gerou de várias maneiras. Quando os americanos brancos deslocaram indígenas do território indígena, ambos os lados estavam ansiosos por armas de fogo. No lado branco, tanto o Exército dos EUA quanto os civis eram clientes do Colt. O exército carregou revólveres de Colt através do último de seus guerras indígenas. No lado indiano, armas Colt foram capturadas quando possível, ou compradas de quem estava vendendo. Mesmo entre os brancos nas cidades onde os índios haviam sido derrotados, existia uma forte demanda de armas, desde criminosos até policiais até civis defensivos. memórias dos norte-americanos incluindo Walter Chrysler e Jack Black falar do que era crescer em cidades ocidentais onde a maioria das pessoas tinha armas e open carry era comum (como no Kansas e no Missouri, que eram considerados "ocidentais" na época - agora considerado o Velho Oeste).

#### 1890
Colt finalmente deixou o "conceito de portão de carga" para um cilindro "swing-out" em seus revólveres com o revólver Colt M1889 Navy, que se assemelhava ao Colt M1878 e foi baseado em outro projeto do Mason. O modelo foi produzido por três anos entre 1889 e 1892, e eclipsado pelo Colt M1892 chambered em .38 Long Colt. O M1892 foi substituído pelo revólver novo do serviço da ação dobro em 1899. No Colt calibre .45 , o serviço novo foi aceitado pelo exército dos E.U.A. como o revólver modelo 1909 .45. O revólver New Service estava disponível em outros calibres, como o .38 Special e, mais tarde no século XX, o .45 ACP (como o revólver M1917) e o .357 Magnum.
Sob um contrato com o Exército dos EUA, a Colt Arms construiu o modelo 1895 variante dez barris da Gatling Gun, capaz de disparar 800-900 tiros .30 Army por minuto, e usado com grande efeito no Batalha de San Juan Hill. A M1895 Metralhadora Colt-Browning ou "Potato Digger" foi construído por Colt. A Colt-Browning foi uma das primeiras metralhadoras a gás, originalmente inventada por John Browning. Tornou-se a primeira metralhadora automática adotada pelos Estados Unidos e viu o uso limitado pelo Corpo de Fuzileiros na invasão da Baía de Guantánamo e pelo 1ª Infantaria Voluntária na campanha de Santiago durante o Guerra hispano-americana. Em 1901, Elizabeth Jarvis Colt vendeu a empresa a um grupo de investidores externos com sede em Nova York e Boston.

### Século XX

#### 1900–1920

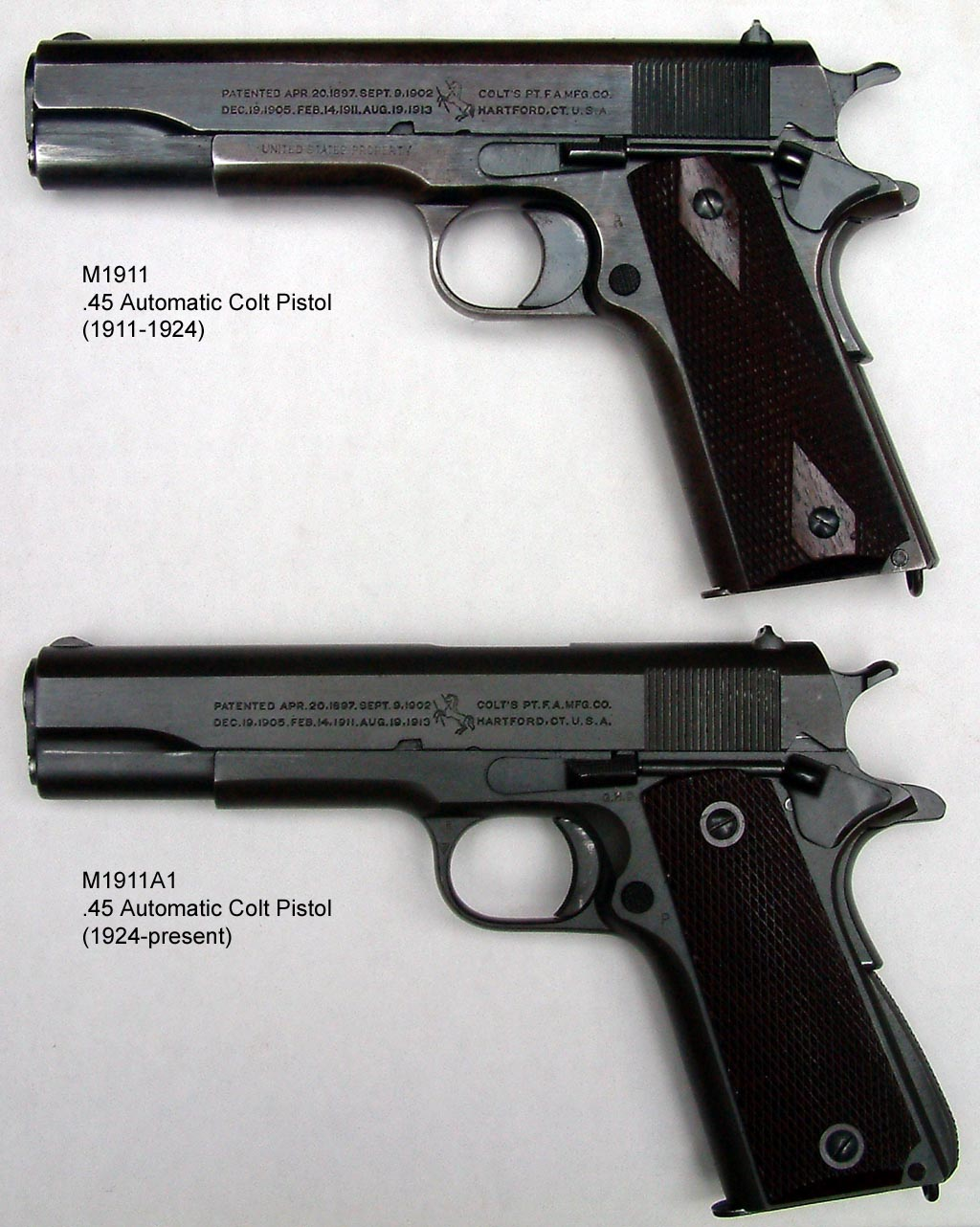
pistolas M1911 e M1911A1

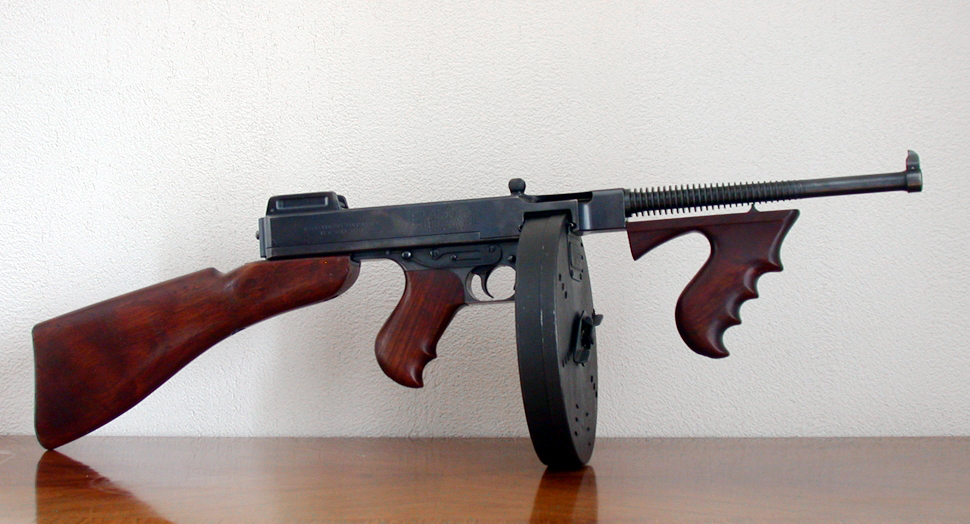
Colt-Thompson Modelo 1921 com carregador de tambor tipo C

Durante Primeira Guerra Mundial, Colt superou todas as conquistas anteriores de produção. John Browning trabalhou para Colt por um tempo, e veio acima com um projeto para uma pistola semiautomática, que estreou como a pistola Colt M1900 e eventualmente evoluiu para a M1911. Antes da entrada dos Estados Unidos na guerra, as ordens do Canadá e da Reino Unido aumentou o atraso de pedidos para três anos. A Colt contratou mais 4.000 trabalhadores, perfazendo um total de 10.000 funcionários - e o preço de suas ações aumentaram em 400%. Em 1918, Colt tinha produzido e vendido 425.500 dos famosos Browning- projetado M1911. Como a fábrica não conseguiu acompanhar a demanda por esta pistola, o Exército dos EUA decidiu aceitar os revólveres Colt New Service em calibre .45 ACP, chamado Revólver M1917, como uma arma substituta. Fabricante concorrente Smith & Wesson fez revolves double-action em .45 ACP, que foram aceitos e emitidos pelos militares do E.U.A sob o mesmo nome. Colt produziu 151.700 revólveres durante a guerra, bem como 13.000 metralhadoras Maxim-Vickers  e 10.000 metralhadoras Browning com um adicional de 100.000 sob a subcontratação de outras empresas.
Desde da Auto-Ordnance não tinha ferramentas para a produção da submetralhadora Thompson recentemente desenvolvida, John T. Thompson, em agosto de 1920, entrou em contato com a Colt's para fabricar 15.000 submetralhadoras Thompson 1921 . O contrato foi assinado em 18 de agosto de 1920. Colt's montou e produziu as 15.000 unidades entre abril de 1921 e março de 1922.
O crash do mercado acionário em 1929 e consequente a Grande Depressão resultaram em uma desaceleração da produção para Colt. Em antecipação disso, os presidentes da empresa, William C. Skinner e Samuel M. Stone, implementaram um programa de diversificação semelhante ao realizado no final da Guerra Civil Americana. Colt adquiriu contratos para máquinas de negócios, calculadoras, máquinas de lavar louça, motocicletas e automóveis; Todos comercializados sob um nome diferente da Colt. Samuel Stone adquiriu uma empresa que fabricou plásticos e rebatizou-o "Colt rock", bem como uma empresa que fabricava produtos elétricos. Colt resistiu às crises financeiras da época cortando a semana de trabalho, reduzindo salários e mantendo mais funcionários na folha de pagamento do que eles precisavam. Essas medidas mantinham a empresa em atividade, mas consumiam o excedente de caixa adquirido durante a I Guerra Mundial.

#### 1930: Grande Depressão
Em 1935, depois que os funcionários votaram um sindicato, 1.000 trabalhadores entraram em greve por 13 semanas. Os grevistas tornaram-se violentos, atacando trabalhadores e detonando uma bomba em frente da casa do presidente da empresa Samuel M. Stone. A empresa montou um quartel, sala de jantar e sala de recreação para os trabalhadores dentro do Colt Armory durante a greve. Em 3 de junho de 1935, o National Recovery Administration decidiu que a empresa estava no seu direito de não negociar com o sindicato e a greve terminou. No ano seguinte à greve, a fábrica foi atingida por um furacão e inundação. Muitos registros de expedição da empresa e documentos históricos foram perdidos como resultado.

#### 1945–1950
Quando a guerra terminou e a procura de armas militares parou, a produção literalmente cessou. Muitos trabalhadores de longa data e engenheiros se aposentaram da empresa e nada foi construído de 1945 a 1947. A má administração dos fundos durante a guerra teve um sério impacto, uma vez que a empresa de 105 anos de idade enfrentou uma possível falência. Em setembro de 1955, o conselho de administração votou pela fusão da Colt com um conglomerado adiantado chamado Penn-Texas, que tinha adquirido Pratt & Whitney Measurement Systems Pratt & Whitney Machine Tool] no mesmo ano. Também em 1955, Colt lançou um dos revólveres mais famosos da história, o Colt Python. Em 1958 Penn-Texas fundiu-se com Fairbanks-Morse para formar o Fairbanks-Whitney Corporation e em 1964 o conglomerado se reorganizou como Colt Industries. Em 1956 Colt retomou a produção do revólver Single Action Army e em 1961 começou a fazer versões comemorativas de seus modelos clássicos.

#### 1960–1970

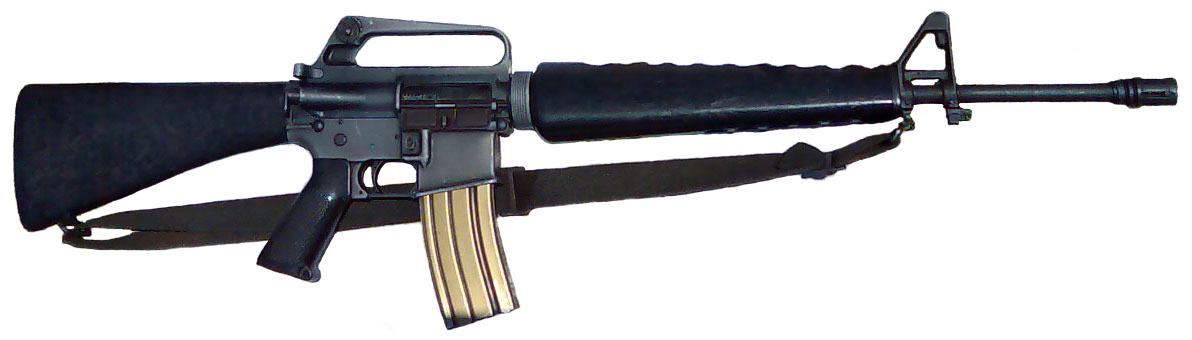
M16

Os anos 60 eram de boom para a Colt com a escalada da Guerra de Vietnam, Robert McNamara fechando o Arsenal de Springfield, e os Exércitos dos EUA com a subsequente adoção do M16, para o qual Colt detinha os direitos de produção e venderia mais de 5 milhões de unidades em todo o mundo. Colt capitalizaria sobre isso com uma série de AR-15 derivados de carabinas. Eles desenvolveram AR-15 baseadas no Esquadrão de Armas Automáticas, e a Colt SCAMP, um projeto PDW. O lançador de granadas do Colt XM148 foi criado pelo engenheiro de projetos de design da Colt, desenhista de armas Karl R. Lewis. Em maio de 1967, o jornal "Colt's Ink" anunciou que havia ganho uma competição nacional por sua seleção e tratamento de materiais no projeto. O boletim informativo em parte "Em apenas 47 dias, ele escreveu as especificações, projetou o lançador, desenhou todas as impressões originais, e teve um modelo de trabalho construído". No final da década de 1970, havia um programa executado pela Força Aérea para substituir o M1911A1. O Beretta 92S venceu, mas este foi disputado pelo Exército. O exército funcionou suas próprias experimentações, conduzindo eventualmente ao Beretta 92F  que está sendo selecionado como o M9.

#### 1980–1990
Os anos 80 foram anos bastante bons para Colt, mas o fim da Guerra Fria iria mudar tudo isso. Colt tinha deixado a inovação em armas de fogo civis para seus concorrentes, sentindo que o negócio de revólver poderia sobreviver em seu revólver tradicional e projetos M1911. Em vez disso, Colt centrou-se no mercado militar, onde eles realizaram os principais contratos para a produção de rifles para os militares dos EUA. Esta estratégia fracassou dramaticamente para Colt através de uma série de eventos na década de 1980. Em 1984, os militares norte-americanos padronizaram a Beretta 92F. Esta não era uma grande perda para o negócio atual de Colt, já que a produção de M1911A1 tinha parado em 1945. Enquanto isso, o negócio de rifle militar estava crescendo porque os militares dos EUA tinham uma grande demanda por M16 mais atualizados; O modelo M16A2 tinha acabado de ser adotado e os militares precisavam de centenas de milhares deles.
Em 1985, os trabalhadores da Colt, membros da United Auto Workers entraram em greve por salários mais altos. Essa greve, em última análise, duraria cinco anos e foi uma das greves trabalhistas mais antigas da história americana. Com os trabalhadores de substituição executando a produção, a qualidade das armas de fogo Colt começaram a diminuir. Insatisfeito com a produção da Colt, em 1988 os militares norte-americanos adjudicaram o contrato para Fabrique Nationale.
Alguns criticaram a gama de produtos de revólveres da Colt no final da década de 1980, como fora de contato com as demandas do mercado, e sua reputação de qualidade já vangloriada havia sofrido durante a greve do UAW. Colt estável de revólveres de ação dupla e pistolas de ação única foi visto como antiquado por um mercado que foi cativado pela nova geração de "wondernines" - de alta capacidade, armas de calibre 9×19mm Parabellum, como tipificado pelo Glock 17. Percebendo que o futuro da empresa estava em jogo, os trabalhadores e a administração concordaram em acabar com a greve em um acordo que resultou na Colt sendo vendida para um grupo de investidores privados, o Estado de Connecticut e a própria UAW.
A nova Colt tentou abordar algumas das demandas do mercado com a produção em 1989 do Double Eagle, uma pistola heavily de ação dupla baseada no projeto da M1911, Que foi visto como uma tentativa de "modernizar" o projeto clássico de Browning. Colt acompanhou isso em 1992 com a Colt All American 2000, que era diferente de qualquer outro revólver que a Colt tinha produzido antes de ser uma arma de polímero-moldado, giratório-parafuso,  9×19mm com uma capacidade de munição de 15 tiros. Foi desenhado por Reed Knight, com peças fabricadas por fornecedores externos e montadas pela Colt; Sua execução foi desastrosa. Os primeiros modelos foram atormentados com imprecisão e falta de confiabilidade, e sofreram com a má publicidade de recall dos produtos. O lançamento do produto falhou e a produção do All American 2000 terminou em 1994 Esta série de eventos levou à empresa para o Chapter 11 bankruptcy em 1992.
Em 1992, os credores, o estado e os acionistas recrutaram o ajudante do especialista da reviravolta (Ron) Whitaker para superar o desafio de falência. Ele desenvolveu uma nova equipe para abordar a situação das empresas. Além de criar uma relação de trabalho positiva com o UAW para introduzir novas técnicas como a fabricação de celulares, garantia de qualidade do operador e fluxo de peça única, eles desenvolveram um foco renovado no desenvolvimento de produtos. Isto resultou na carabina M4 e na pistola Colt 22, duas das mais bem sucedidas ofertas de novos produtos no final dos anos 90, capturando 50% das quotas de mercado no primeiro ano de produção.[carece de fontes?]

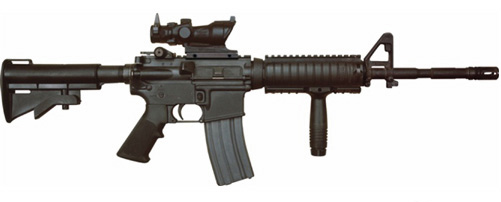
Carabina M4

A década de 1990 trouxe o fim da Guerra Fria, que resultou em uma grande desaceleração para toda a indústria de defesa. Colt foi atingido por esta recessão, embora fosse piorado mais tarde na década de 1990 por um boicote pelo público de tiro na América. Em 1994, os ativos da Colt foram comprados pela Zilkha & Co, um grupo financeiro de Donald Zilkha. Especulou-se que o apoio financeiro da companhia de Zilkha permitiu que Colt começasse a ganhar por trás contratos militares. Na verdade, durante o período de tempo que ganhou apenas um contrato, a carabina M4. Entretanto, os militares dos E.U.A. compraram carabinas Colt  nos últimos 30 anos (Veja Colt Commando).[carece de fontes?] Durante uma entrevista de 1998 do Washington Post, CEO Ron Stewart afirmou que ele iria favorecer um sistema de autorização federal com formação e testes para a posse de armas. Isto conduziu a um boicote massivo das bases de produtos da Colt por lojas de armas e por proprietários de armas dos EUA
Zilkha substituiu Stewart por Steven Sliwa e concentrou o resto dos esforços de Colt em armas inteligentes, um conceito favorecido politicamente, mas que tinha pouco interesse ou apoio entre proprietários de armas ou departamentos de polícia. Esta pesquisa nunca produziu resultados significativos devido à tecnologia limitada na época. Colt anunciou o término de sua produção de revólveres de dupla ação em outubro de 1999.

### Século XXI

#### 2002–Presente
O boicote na Colt gradualmente desapareceu depois que William M. Keys, um general aposentado da marinha dos EUA  Lt. General, assumiu o comando da empresa em 2002. Keys salvou a reputação da Colt e trouxe a Colt da beira da falência para um líder internacional na produção de Defesa. Em 2010, Gerald R. Dinkel substituiu Keys como CEO da Colt Defense LLC, enquanto Keys permaneceu no Conselho de Administração da Colt Defense.
Colt tentou competir com outras empresas que fazem pistolas estilo M1911 como Kimber e AR-15, como Bushmaster. Bushmaster ultrapassou subsequentemente a Colt no número de AR-15 vendidos no mercado civil. Colt sofreu uma derrota legal no tribunal quando processou Bushmaster por violação de marca alegando que "M4" era um marca registrada que possuía. O juiz decidiu que, uma vez que o termo M4 é uma designação genérica que Colt não possui especificamente, Colt teve de pagar um reembolso monetário ao Bushmaster para recuperar as taxas legais do Bushmaster. A designação M4 em si provém do sistema de designação militar dos EUA, cujos termos estão domínio público.

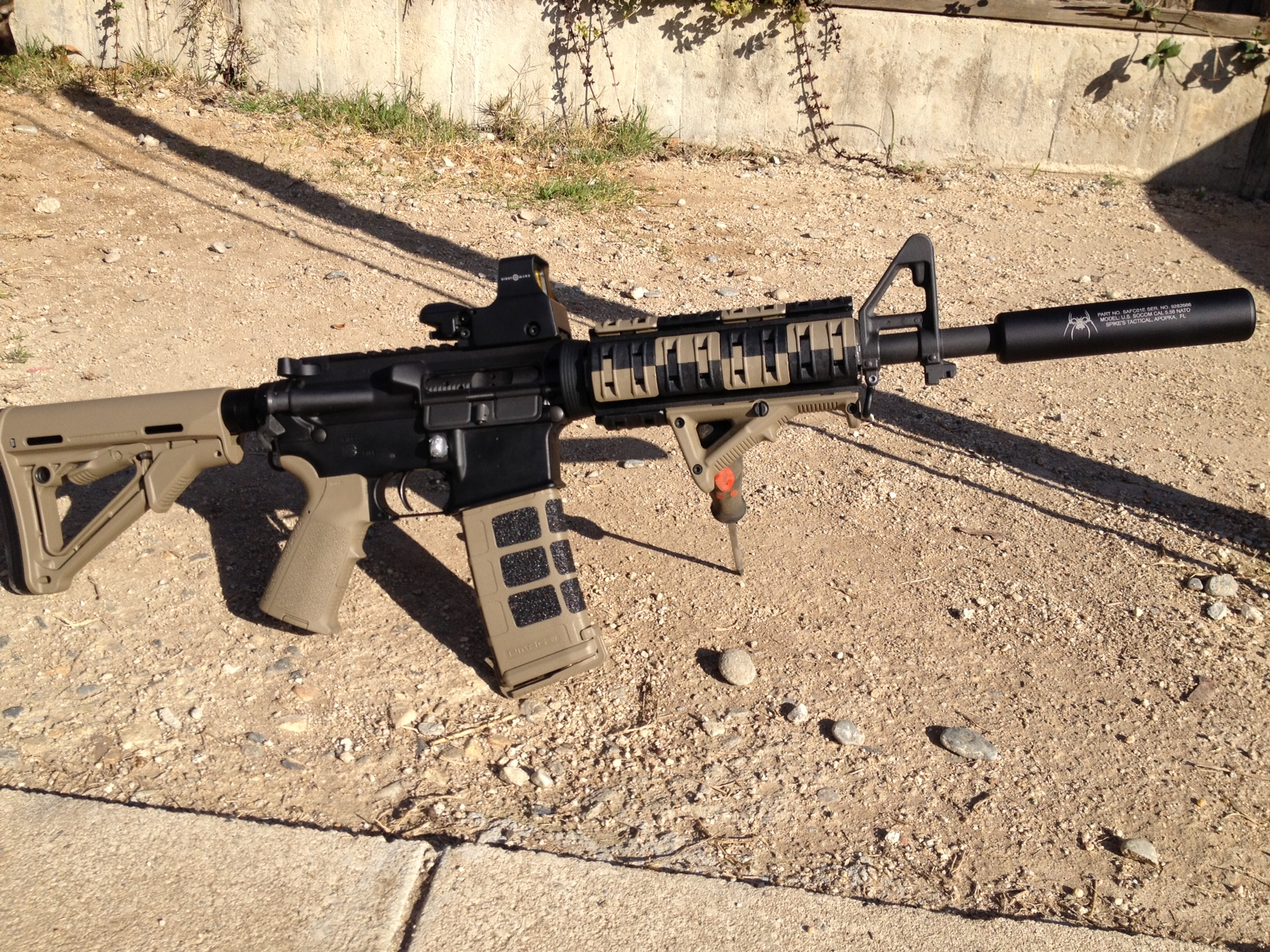
Rifle Esportivo Modificado

Colt entrou em vários contratos nos EUA com resultados mistos. Por exemplo, Colt teve uma entrada no programa de Rifle Avançado de Combate (ACR; em inglês) da década de 1980, mas junto com outros concorrentes não conseguiu substituir o M16A2. Colt e muitos outros fabricantes entraram nos julgamentos dos EUA para uma nova pistola na década de 1980, embora a entrada Beretta ganharia e se tornou a pistola M9. A arma Colt OHWS foi derrubada pela H&K para o que se tornou o  MK23 SOCOM, era mais leve do que a que entrou da H&K, mas perdeu no desempenho. Colt não conseguiu competir para o XM8 desde que não era uma competição aberta. Colt é um provável participante em qualquer competição por um novo rifle de serviço dos EUA. Os atuais fuzis M16 foram feitos principalmente pela FN USA desde 1988. No entanto, Colt continuou sendo a única fonte de carabinas M4 para os militares dos EUA. Sob seu contrato de licença com a Colt, os militares dos EUA não poderiam legalmente adjudicar contratos de produção de segunda fonte para o M4 até 1º de julho de 2009.
Em 2013, a Colt Defence adquiriu a Colt's Manufacturing, em parte para proteger um acordo de licenciamento que expiraria em 2014, quando a Colt's Manufacturing vendeu espingardas esportivas comercializadas para consumidores fabricados pela Colt Defense.
Após persistentes problemas de confiabilidade, Colt perdeu seu contrato com os militares dos EUA para rifles M4 em 2013. Ele apresentou Chapter 11 bankruptcy para sua proteção em 15 de junho de 2015. De acordo com analistas, os problemas da Colt foram devidos à perda do contrato e à baixa demanda por suas armas civis. Reestruturou e saiu da falência em janeiro de 2016.

## Presidentes da Colt
- Samuel Colt (1855–1862)[48]
- Elisha K. Root (1862–1865)[48]
- Richard Jarvis (1865–1901)[48]
- John Hall (1901–1902)[48]
- Lewis C. Grover (1902–1909)[48]
- William C. Skinner (1909–1911)[48]

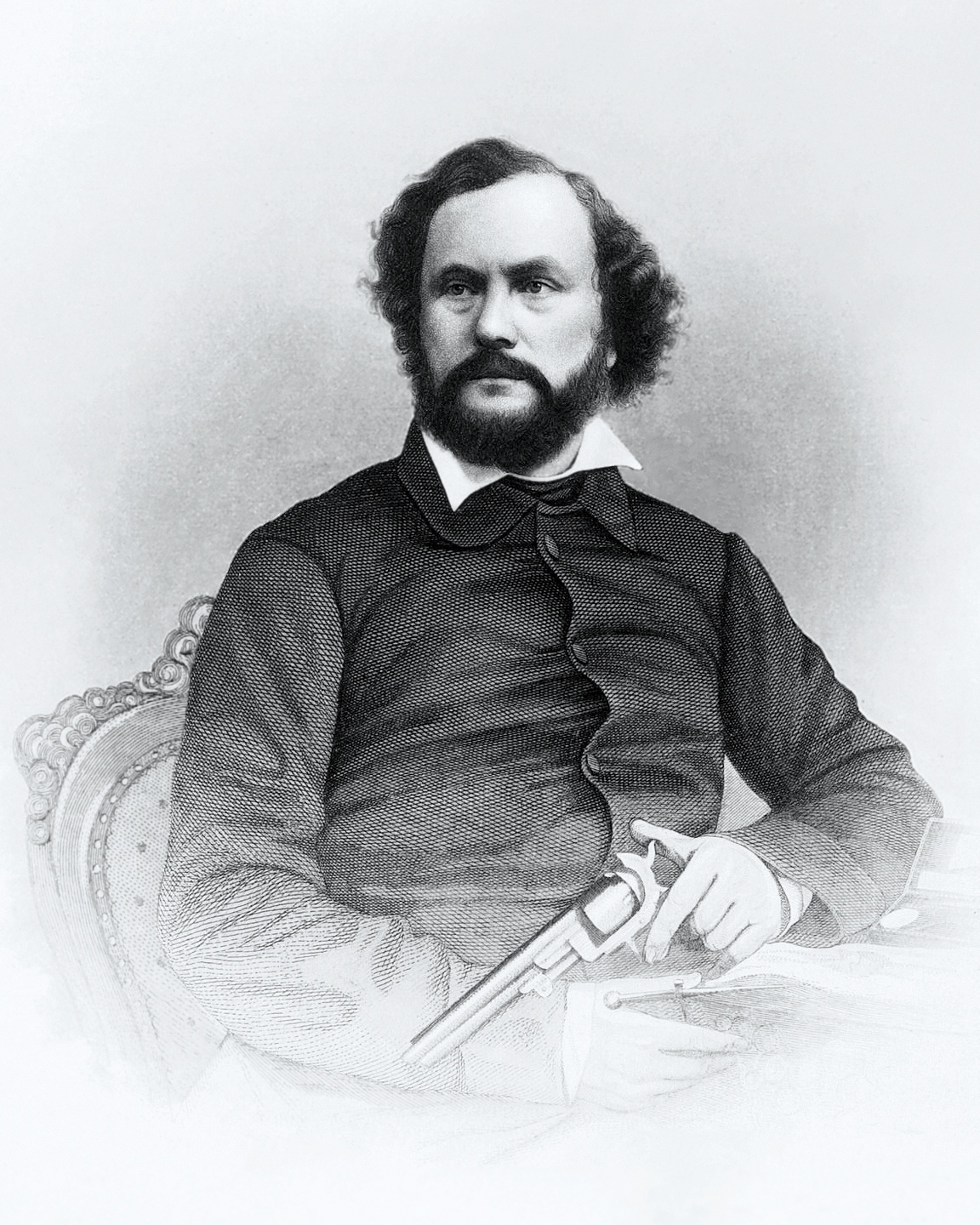
Samuel Colt.

- Col. Charles L.F. Robinson (1911–1916)[48]
- William C. Skinner (1916–1921)[48]
- Samuel M. Stone (1921–1944)[48]
- Graham H. Anthony (1944–1949)[48]
- B. Franklin Conner (1949–1955)[48]
- Chester Bland (1955–1958)[48]
- Fred A. Roff, Jr. (1958–1962)[48]
- David C. Scott (1962–1963)[48]
- Paul A. Benke (1963–1969)[48]
- William H. Goldbach (1969–1972)[48]
- David Church Eaton (1972–1976)[48]
- C. Edward Warner (1976–1981)[62]
- Gary W. French (1981–1987)[62][63]
- RC Whitaker (1992-1995)
- Dennis R. Veilleux (2013–presente) [64]

## Modelos de armas de fogo
Seleção de famosas e inovadoras armas de fogo da Colt

## Tamanho do quadro
A Colt produziu revólveres e pistolas ao longo dos anos em vários tamanhos de quadro ("frame") padrão:

### Revólveres
- P-frame, Single Action Army (SAA - estilo cowboy);
- G-frame, K-frame, e Q-frame varios modelos em .22 LR no estilo SAA;
- F-frame, armas de pólvora negra (independente do tamanho do quadro, fugindo à regra);
- D-frame, para o "Detective Special";
- E-frame, para o "Officer's Model Match", para o "Official Police" e para o "Trooper" (versão original);
- I-frame, para o "Python";
- J-frame, para o "Official Police Mk III", para o "Trooper Mk III" e variantes destes;
- V-frame, para o "King Cobra" e variantes deste;
- AA-frame, para o "Anaconda" e variantes deste;[67]

### Pistolas
- S-frame, para a pistola "Colt Woodsman" .22 Auto (e versões de competição dela);
- O-frame, é a designação do corpo padrão da 1911 Colt Automatic Pistol.

## Revólveres
Os anos entre parênteses indicam o ano em que a produção começou, e não o ano da patente do modelo.

### Revólveres de percussão
- Colt Paterson (1836)
- Colt Walker (1847)
- Colt Dragoon (1848)
- Colt Model 1849 Pocket Revolver (1849)
- Colt 1851 Navy (1851)
- Colt 1855 Sidehammer (1855, também conhecido como o Colt 1855 revolver Root, após o engenheiro Elisha K. Root)
- Colt 1860 Army (1860)
- Colt 1861 Navy (1861)
- Colt Model 1862 Pocket Police (1862)

### Revólveres de cartuchos metálicos

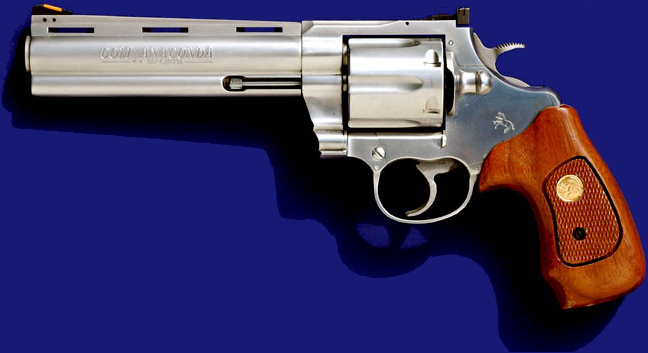
Colt Anaconda .44 Magnum

- Colt House (1871, classificadas em dois modelos: o modelo da casa em uma configuração de 5 tiros e o modelo do Cloverleaf em uma configuração 4 tiros)
- Colt Open Top Pocket Model Revolver (1871)
- Colt Model 1871-72 Open Top (1872)
- Colt Single Action Army "Peacemaker" (1873)
- Colt New Line (1873)
- Colt Lightning, Thunderer and Rainmaker (1877)
- Colt Model 1878 Frontier (1878)
- Colt M1889 (1889)
- Colt M1892 (1892 to 1903)
- Colt New Police Revolver (1896–1905)
- Colt New Service / M1909 / / M1917 / Colt Shooting Master (1898)
- Colt M1905 New Marine
- Colt Anaconda (AA frame)
- Colt Police Positive (D frame)
- Colt Police Positive Special / Viper (D frame)
- Colt Detective Special (D frame)
- Colt Cobra (D frame)
- Colt Diamondback (D frame)
- Colt Official Police revolver / Officers Model (Match, Target & Special) / New Army & Navy (E/I frame) / Colt .357 (I Frame)
- Colt SF VI, DS II, Magnum Carry (.357 Magnum)
- Colt Python (I frame)
- Colt Trooper (I frame), Trooper Mk III (J frame), e trooper Mk V (V Frame)
- Colt King Cobra (V frame)

### Pistolas semiautomáticas
- Colt M1900 (1900)
- Colt M1902 (1902)

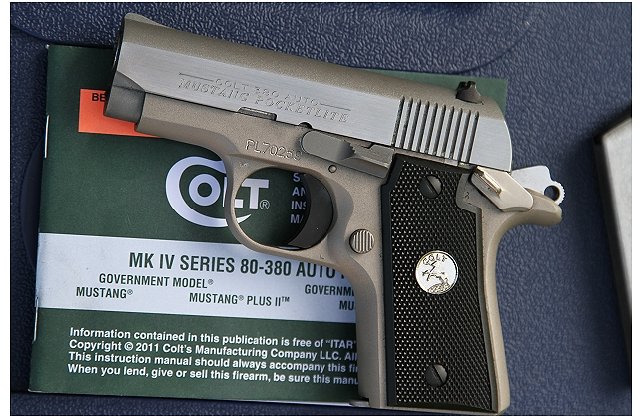
Colt Mustang .380 ACP

- Colt Model 1903 Pocket Hammerless (Model M, 1903)
- Colt Model 1908 Vest Pocket (Model N, 1908)
- Colt M1911 (Model O, 1911)
- Colt 1911A1
- Colt 2000
- Colt Cadet 22
- Colt Mustang
- Colt Delta Elite Colt M1911A1 modificado para 10mm Auto
- Colt Double Eagle
- Colt New Agent
- Colt Officer's ACP
- Colt Woodsman/Woodsman Match Target/Huntsman/Targetsman (Model S)
- Colt T-4 (protótipo)
- Colt Commander

### Pistolas mecânicas
- Colt SCAMP

### Armas longas

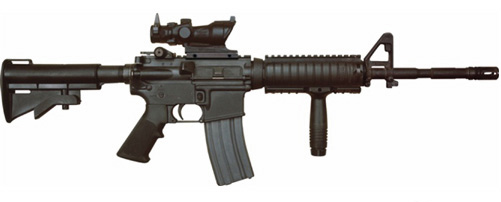
Carabina M4

- Colt 1855 Revolving carbine/rifle (mesma patente e ano que o Colt 1855 Sidehammer Revolver)
- Colt Model 1861 Special Musket
- Colt 1878 Hammer Shotgun "Colt 1878 Hammer Shotgun"
- Colt-Burgess rifle
- Colt-Browning M1895 metralhadora
- Colt Lightning
- Rifles tipo AR-15, bem como o rifle M16, carabina M4 e Colt Commando
- Colt ACR
- Colt Double rifle

A Colt também fabricou várias armas militares longas sob contrato incluindo a M1918 BAR e Thompson SMG.

## Cartuchos
- .25 ACP
- .32 ACP
- .32 Short Colt
- .32 Long Colt
- .38 ACP
- .380 ACP
- .38 Short Colt
- .38 Long Colt
- .41 Long Colt
- .44 Colt
- .45 ACP
- .45 Colt

## Coleção (seleção) noMetropolitan Museum of Art, Nova York

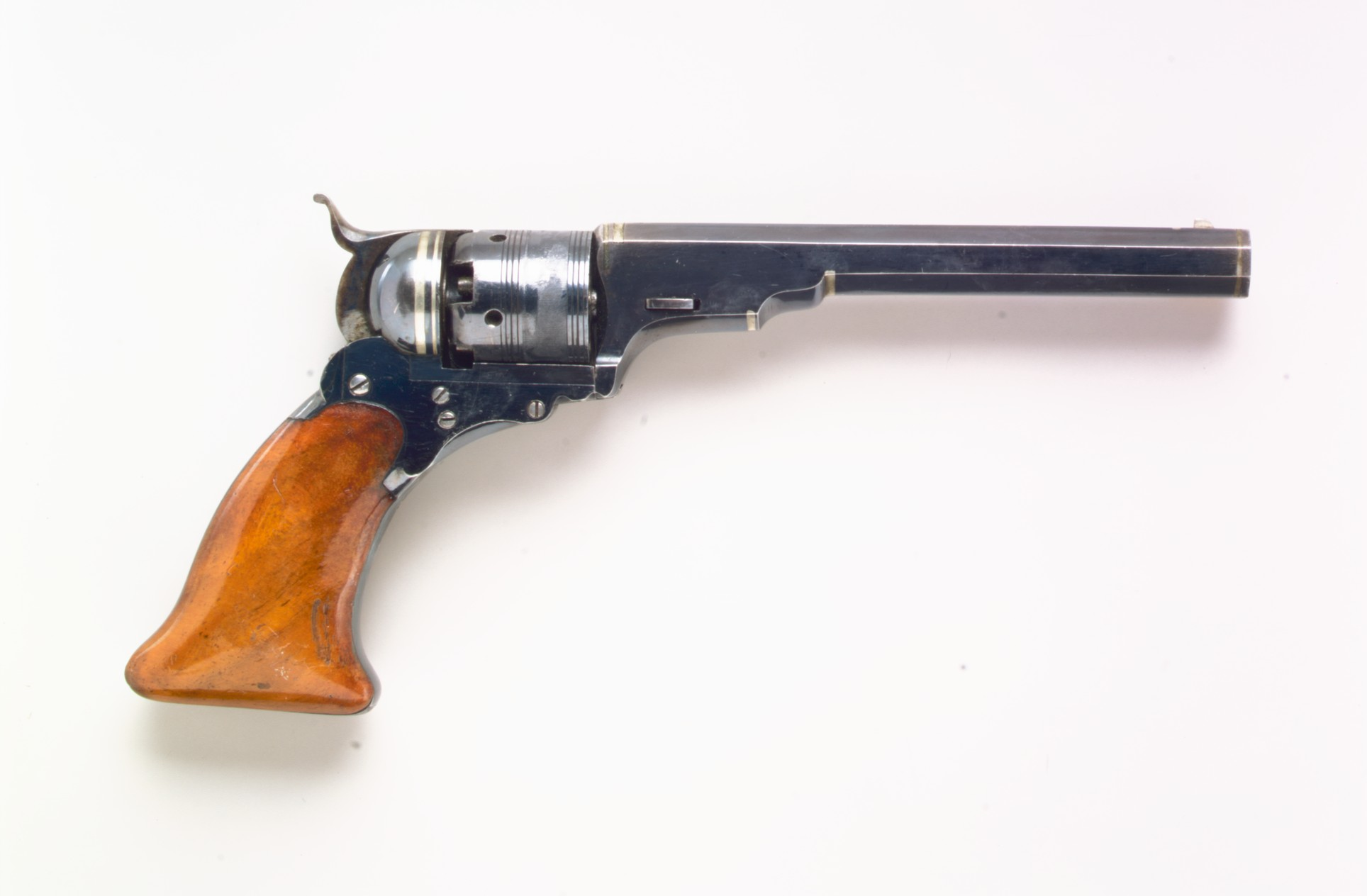
Colt Paterson Percussion Revolver, No. 3, Belt Model, Serial no. 156 (ca. 1838)
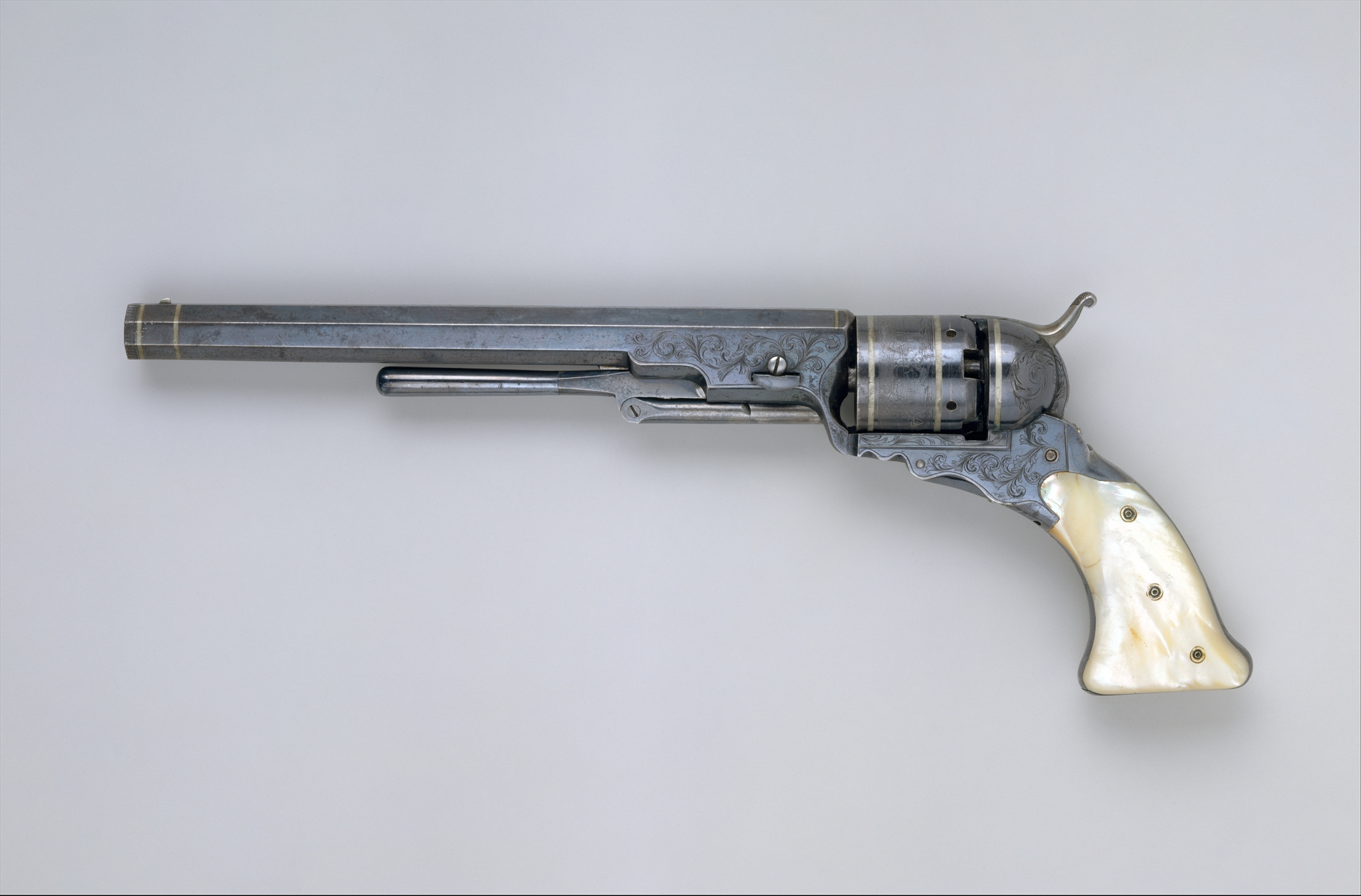
Colt Paterson Percussion Revolver, No. 5, Holster Model (ca. 1840)
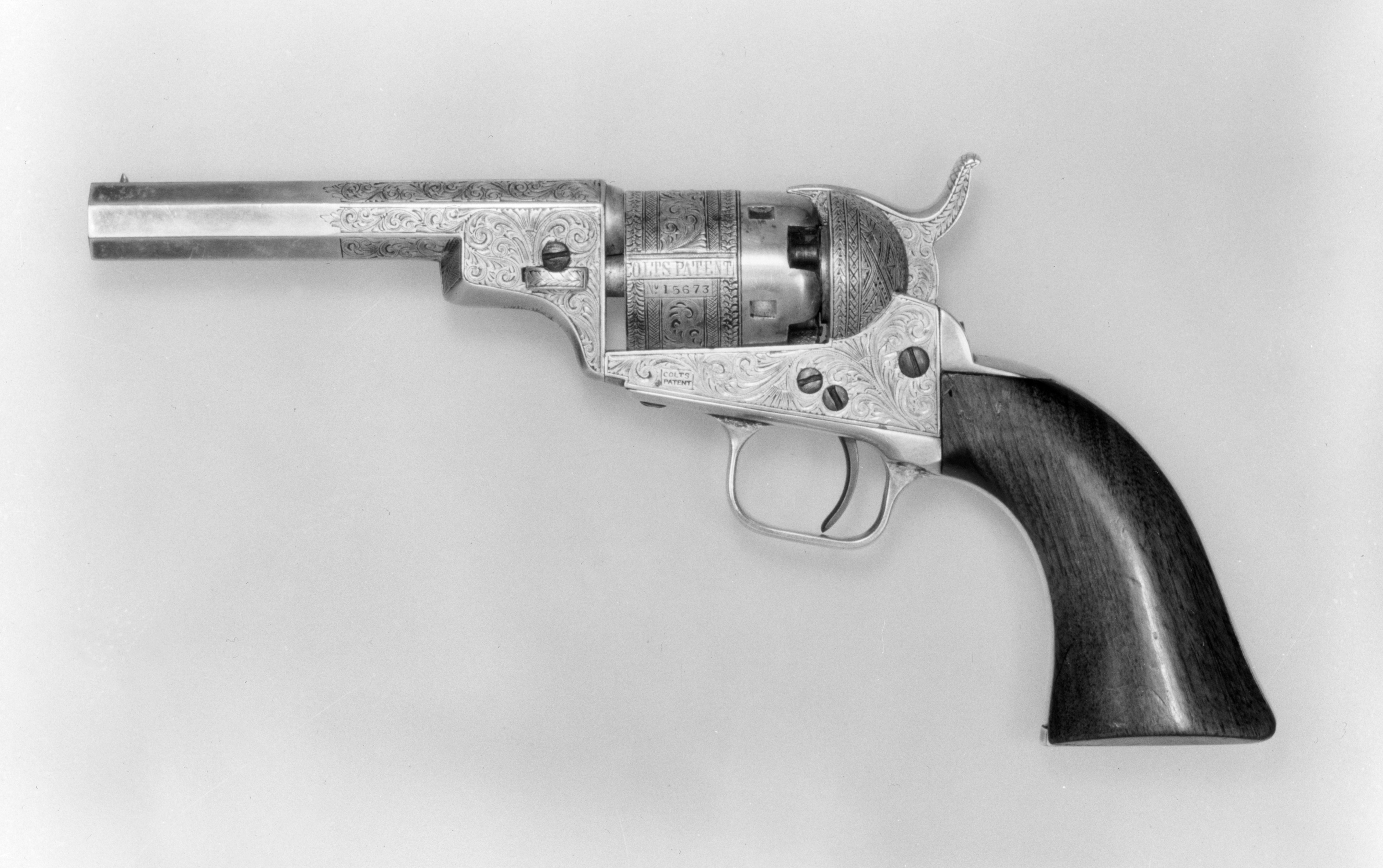
"Wells Fargo" Colt Revolver (ca. 1851)
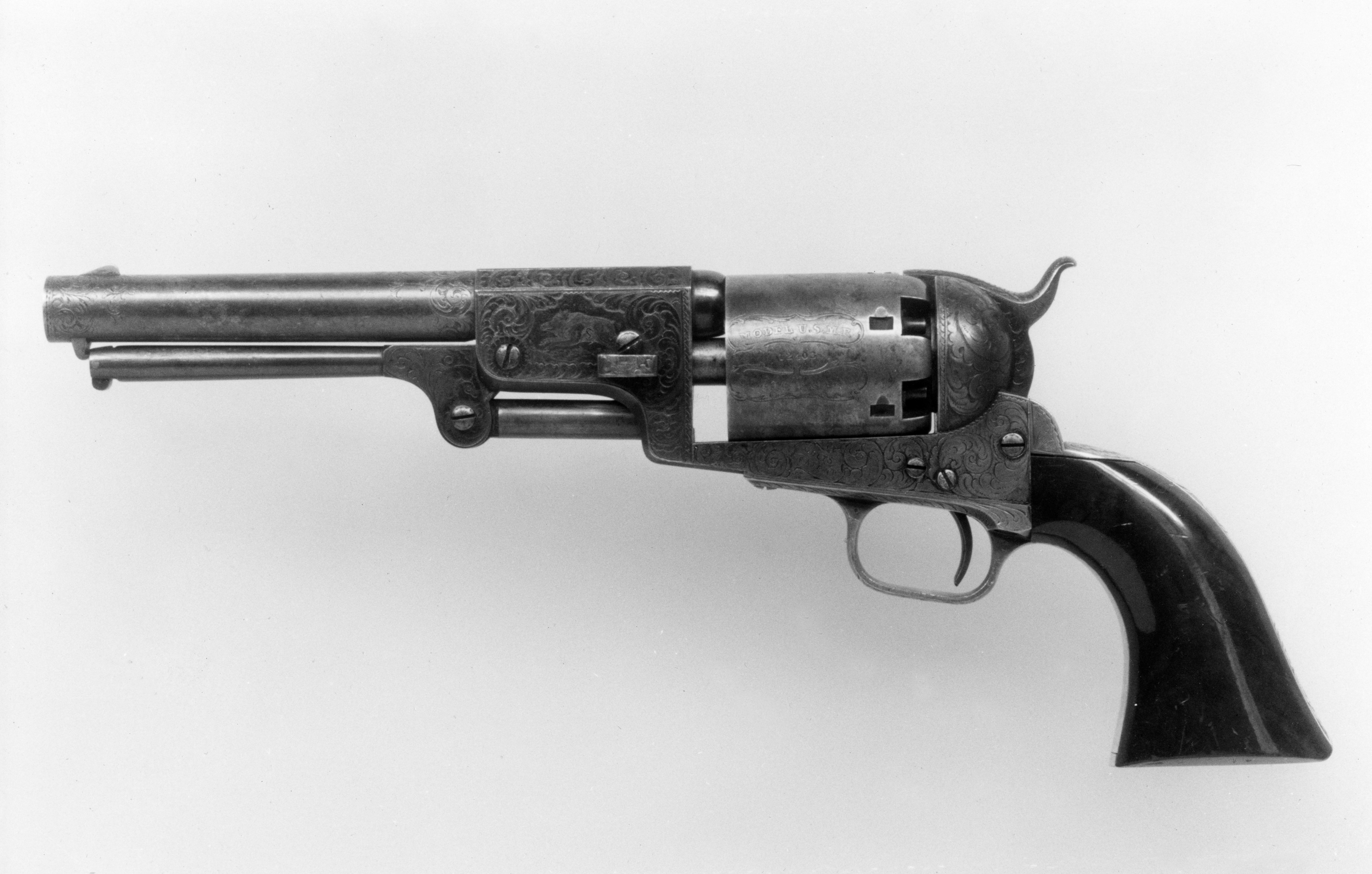
Colt Dragoon Percussion Revolver, Third Model, serial no. 12403 (1852)
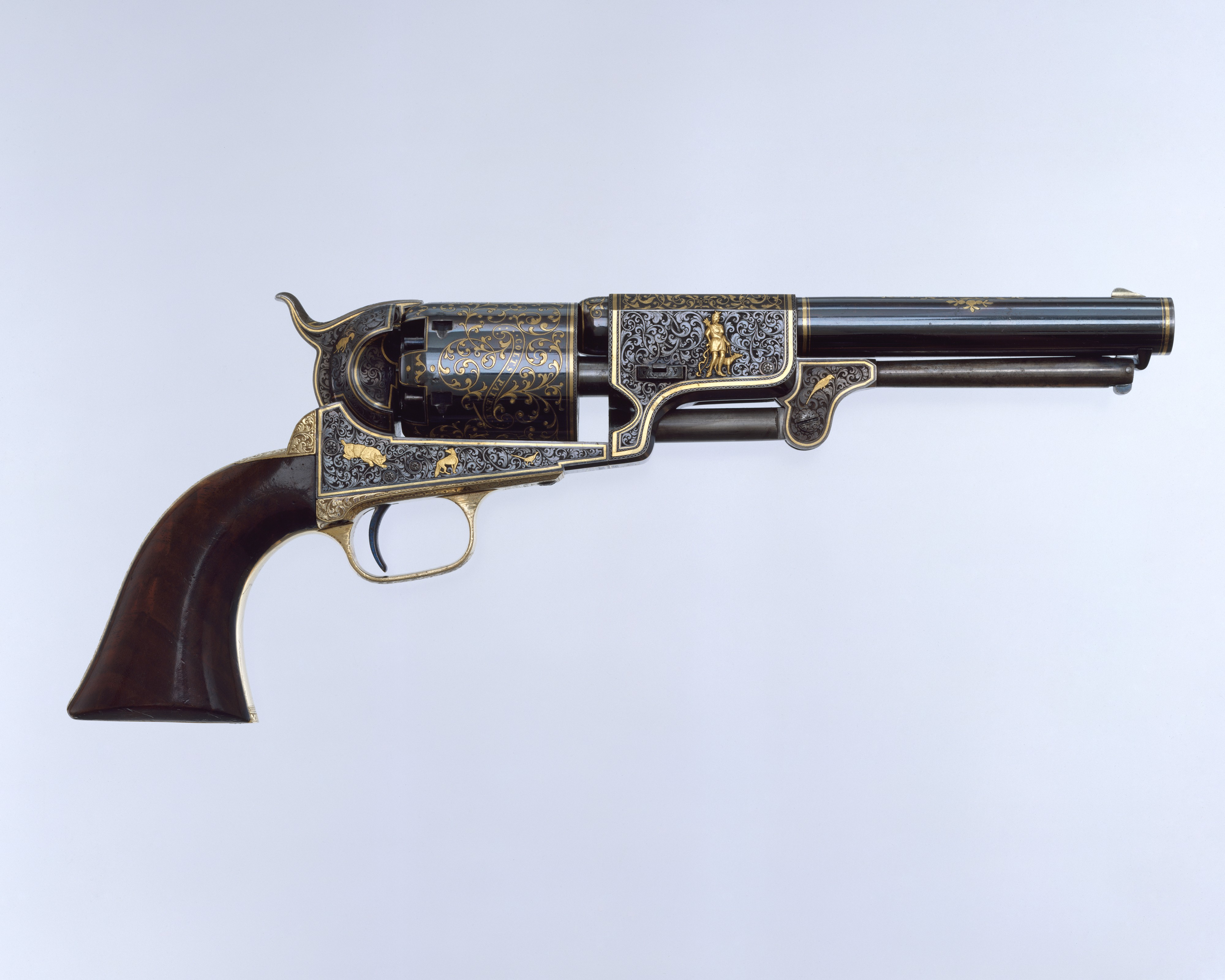
Colt Third Model Dragoon Percussion Revolver, Serial Number 12406 (ca. 1853)
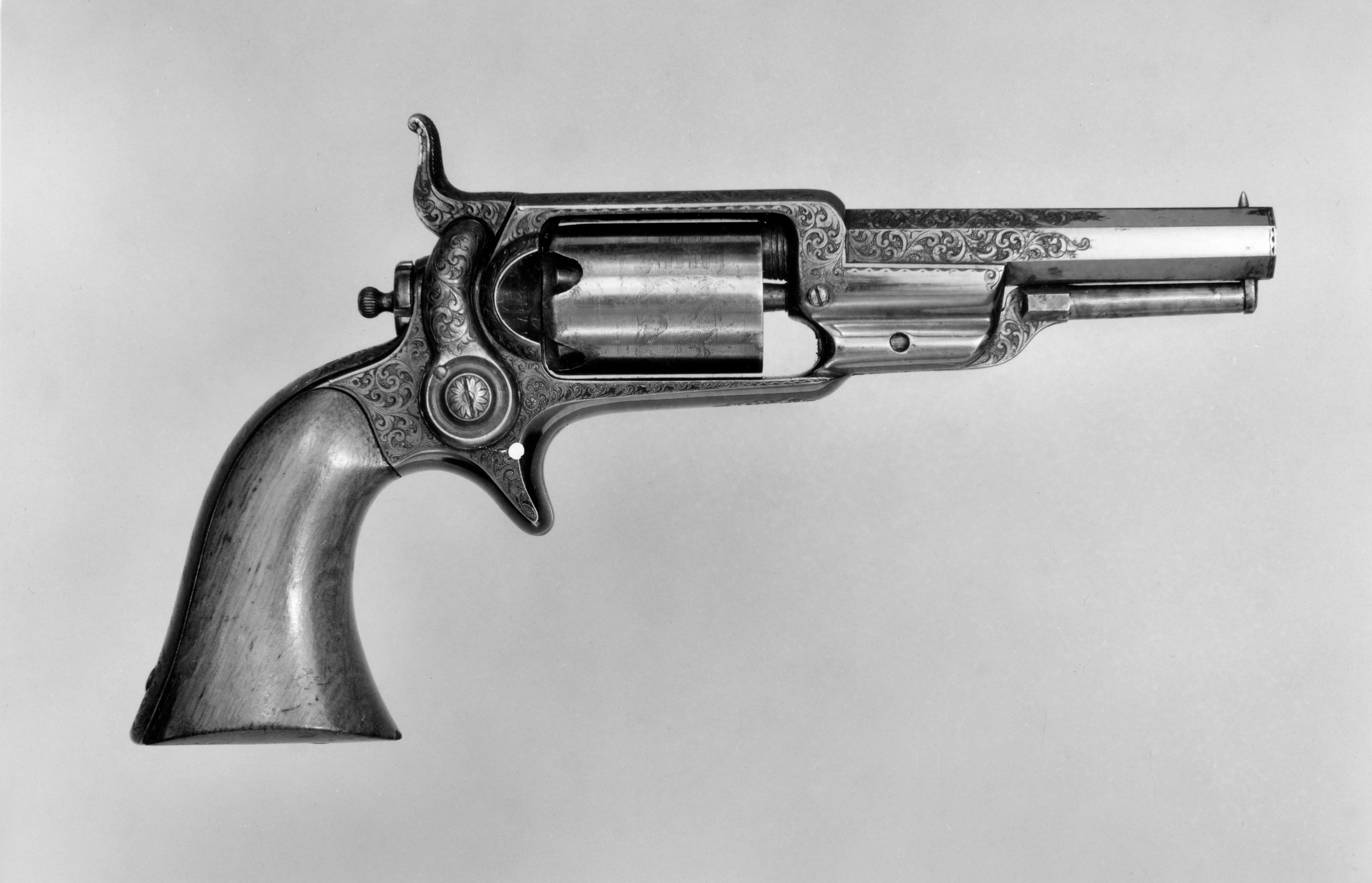
Colt Model 1855 Pocket Percussion Revolver, Serial no. 4460 (1855)
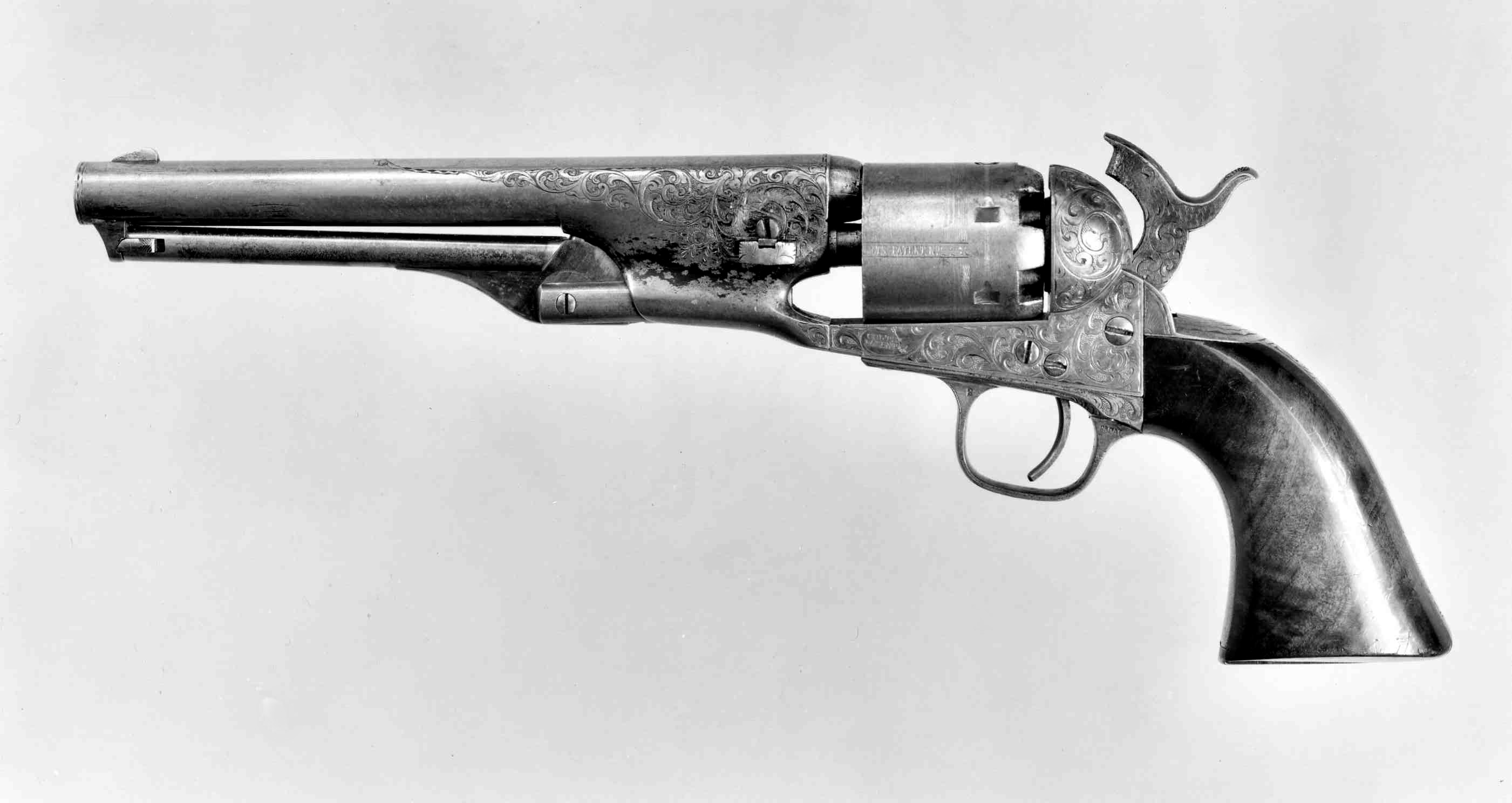
Colt Model 1861 Navy Percussion Revolver, serial no. 12240 (1863)
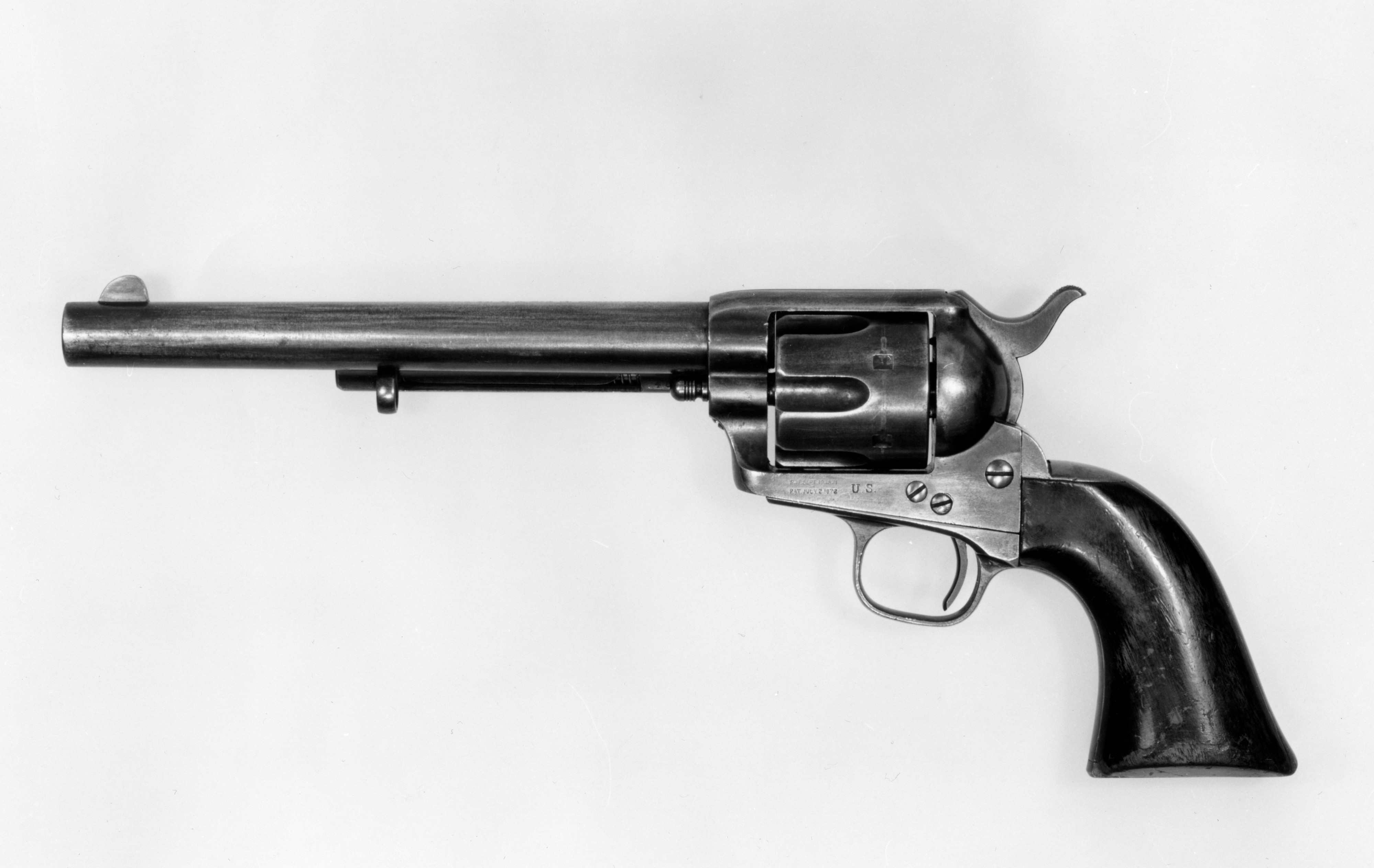
"Peacemaker" Colt Single-Action Army Revolver, serial no. 4519 (1874)

### Patente
- «Patente nº 1.304 dos Estados Unidos: Aperfeiçoamento de armas de fogo e dos dispositivos usados». Escritório de Patentes dos Estados Unidos; Google. Consultado em 24 de junho de 2009